# Huleaipole, Hlobîne
Huleaipole (în ucraineană Гуляйполе) este un sat în comuna Oboznivka din raionul Hlobîne, regiunea Poltava, Ucraina.

## Demografie
Componența lingvistică a localității Huleaipole
     Ucraineană (94,74%)
     Belarusă (5,26%)
Conform recensământului din 2001, majoritatea populației localității Huleaipole era vorbitoare de ucraineană (94,74%), existând în minoritate și vorbitori de belarusă (5,26%).